# 버지니아워싱턴대학교
버지니아워싱턴대학교(Washington University of Virginia)는 미국 버지니아주에 위치한 사립 대학교이다. 1982년에 설립되었으며, 신학과 경영학에 특화된 교육과정을 운영하고 있다.
“좋은 나무는 좋은 열매를 맺는다."(영어: Good Tree Good Fruit) 이것은 WUV(버지니아워싱턴대학교) 학문 철학의 핵심 원칙이다. 버지니아워싱턴대학교는 이 원칙을 따라 모든 사람이 기본적인 의무와 권리를 포함하여 사회 경제적 의무와 권리를 동등하게 가진 존재로 창조 되었다고 믿는다. 버지니아워싱턴대학교는 학생들이 각자의 삶에서 좋은 열매를 맺고 공동체에 기여하도록 성장하는데 헌신하고 있다. 또한 버지니아워싱턴대학교는 이 원칙을 바탕으로 학문적 열정과 윤리적 가치를 가르치며, 우리 학생들이 나아가 세상을 더 나은 곳으로 만들기 위해 노력할 수 있도록 지원하고 있다.

## 역사
1980년대 초 워싱턴 D.C.  한인 목회자 그룹이 중심이 되어 2년에 걸친 기도와 준비 과정을 통해 참된 기독교 교육의 실천과 사명감  있는 목회자 및 평신도 사역자를 양성하기 위한 고등교육기관으로 성장하기 위해 설립되었다.
1982년 9월 초대 총장인 Edwin 박사의 임명을 시작으로 1984년도 버지니아 고등교육국으로부터 교육기관이자 비영리 단체로 인정을 받았다.
1982년 9월 BCSW(Baptist College and Seminary of Washington) 를 설립하다.
1982년 9월 초대  총장으로 Edwin 박사 취임하다.
1984년 5월 캠퍼스를 폴스처치로 이전하고 제 2대 총장 David Kim 박사 취임하다.
1984년 11월 버지니아주정부고등교육국 (SCHEV) 로부터 교육기관으로 허가받아, 신학준학사, 신학학사, 종교교육학석사, 신학석사, 목회박사를 수여할 수 있는 자격을 얻다.
1993년 3월 이민국(Immigration and Naturalization Service-INS)로 부터 유학생에게 I-20를 발급할 수 있는 자격을 얻다.
1993년 부터는 유학생에게 문호가 개방되었고 그 이후 2003년 워싱턴침례신학대학교 (Washington Baptist University) 로 이름을 개명하면서 종합대학으로의 시작을 하였다.
1997년 5월 ESL (English as a Second Language) 프로그램을 시작하다.
2002년 5월 제4대 총장 이종욱 박사가 취임하고 워싱턴침례신학교 라는 이름으로 신학교 학위 프로그램을 별도 운영하다.
2004년 북미신학대학원협의회(ATS)의 준회원 자격을 시작으로 현재는 북미신학대학원협의회(ATS, 10 summit Park Dr., Pittsburg, PA 15275, 412-785-6505)의 정회원이며 미국기독교학교협의회(TRACS)의 정회원이다.
경영대학은 국제경영교육인증협의회 (IACBE)의 정회원 자격을 동시에 보유하고 있다.
학교가 보유하고 있는 기관은 미교육국 (USDE), 교육 인가기관 (CHEA), 버지니아주정부 교육국 (SCHEV)의 정식 인준을 받은 기관이다.
또한 온라인 프로그램을 위한 NC-SARA 의 정회원 자격을 갖추고 있다.
2004년 2월 학교 명칭을 Washington Baptist University로 변경하며 종합대학으로 개편하다.
2004년 6월 북미신학대학원협의회(ATS) 로 부터 준회원 자격을 부여받다.
2004년 7월 버지니아고등교육국(SCHEV)로 부터 B.A., B.S., M.A., M.R.E., M.Div., Th.M., D.Min., and Ph.D. 학위를 수여할 수 있는 자격을 부여받다.
2004년 11월  캠퍼스를 현재 위치인 에난데일로 확장,이전하다.
2006년 12월 제5대 총장 신석태 박사가 취임하다.
2007년 8월 메릴랜드 주에 사이트 캠퍼스를 확장하다.
2009년 8월 제6대 총장인 Peter Chang 박사가 임명되고 영어권 신학과정이 본격화 되다.
2013년 2월 미국기독교대학연합회(ABHE)로 부터 정회원 인증을 받다.
2014년 5월 메릴랜드고등교육국으로부터 학사, 석사, 기독교교육학석사, 그리고 MBA 학위수여를 할 수 있는 자격을 얻다.
2014년 10월 신학대학원 명칭을Neal T. Jones Seminary로 변경하고 2015년 1월 학교 대표 이름을 버지니아워싱턴대학교(Washington University of Virginia)로 개명하였다.
2015년 1월 학교 명칭을 Washington University of Virginia로 변경하다.
2017년 6월 북미신학대학원협의회(ATS) 로 부터 정회원 자격을 부여받다.
2018년 12월 국제경영교육인증협의회(IACBE)로 부터 정회원 자격을 부여받다.
2019년 3월 미국기독교대학연합회(ABHE)로 부터 정회원 10년간 재인증 자격을 인정받다.
2019년 5월  메릴랜드 사이트 캠퍼스를 중단하다.
2020년 4월 미국기독교학교협의회(TRACS)로 부터 정회원 자격을 부여받다.
2020년 9월 NC-SARA(미국 주 정부 간 온라인 교육 인가 상호협정 국가위원회)로 부터 온라인 교육을 위한 정회원 자격을 부여받다.
2021년 6월 TRACS, ATS로 부터 100% 온라인 교육과정 인가를 받다.
2022년 4월 북미신학대학원협의회(ATS)로 부터 정회원 10년간 재인증 자격을 인정받다.
2024년 10월 22일, Washington University of Virginia는  미국기독교학교협의회(Transnational Association of Christian Colleges and Schools, TRACS)의 정회원으로서 TRACS 인증 위원회로부터 IV급(Category IV) 기관으로서 인증 상태의 재확인을 받다. 이 인증 상태는 2025년 1월 1일부터 유효하며 2034년 12월 31일까지 지속된다.

## 캠퍼스
Washington University of Virginia(WUV)의 캠퍼스는 미국 버지니아주 애난데일(Annandale)에 위치해 있으며, 워싱턴 D.C. 중심부에서 차로 약 10마일(16 km) 떨어진 위치에 있다.
주소는 4300 Evergreen Lane, Annandale, VA 22003이며, 주변은 문화적으로 매우 다양한 커뮤니티로 구성되어 있다. 캠퍼스는 학생들에게 조용하고 학습에 적합한 환경을 제공한다.
또한, 애난데일은 워싱턴-알링턴-알렉산드리아 메트로권 내에 포함되어 있어 수도권으로의 접근성도 뛰어나다. 캠퍼스에서 워싱턴 D.C.까지는 통상적으로 차로 20~30분 이내로 이동 가능하다.

## 인가 및 인준
[ACCREDITATION]
Association of Theological Schools (ATS)
버지니아워싱턴대학교(Washington University of Virginia)는 북미신학대학원협의회(The Commission on Accrediting of the Association of Theological Schools, ATS)의 정회원 인가를 받았습니다.
주소: 10 Summit Park Dr., Pittsburgh, PA 15275
전화: (412) 788-6505
팩스: (412) 788-6510
다음 학위 과정이 ATS 인증을 받았습니다:
목회학 석사 (Master of Divinity)
기독교 상담학 석사 (Master of Christian Counseling)
목회학 박사 (Doctor of Ministry)
임상 목회상담학 박사 (Doctor of Clinical Pastoral Counseling)
Evangelical Council for Financial Accountability
버지니아워싱턴대학교(Washington University of Virginia)는 복음주의재정책임위원회(ECFA)의 인증을 받았습니다.
복음주의재정책임위원회(ECFA)
주소: 440 W. Jubal Early Drive, Suite 100, Winchester, VA 22601
전화: (800) 323-9473
웹사이트: http://www.ecfa.org
문의: 800-323-9473 | ECFA에 연락하기

The International Accreditation Council for Business Education
버지니아워싱턴대학교(Washington University of Virginia) 경영대학은 미국 캔자스주 오버랜드파크(Overland Park)에 위치한 국제경영교육인증협의회(IACBE)(주소: 11960 Quivira Road)로부터 경영학 프로그램에 대한 정회원 인준을 받았습니다.
인준받은 프로그램 목록은 IACBE 회원 자격 페이지를 통해 확인하실 수 있습니다.

Transnational Association of Christian Colleges and Schools (TRACS)
버지니아워싱턴대학교(Washington University of Virginia)는 미국기독교학교협의회(TRACS)의 정회원 기관입니다.
[주소: 15935 Forest Road, Forest, VA 24551 / 전화: (434) 525-9539 / 이메일: info@tracs.org]
2020년 4월 21일, TRACS 인증 위원회로부터 카테고리 IV 기관(Category IV Institution)으로 정회원 인준 자격(Accredited Status)을 부여 받았으며, 이 자격은 5년간 유효합니다.
TRACS는 미국 교육부(ED), 미국고등교육인증위원회(CHEA), 국제 고등교육 품질보증 기구 네트워크(INQAAHE)에 의해 공식적으로 인정된 기관입니다.

[CERTIFICATION OF OPERATION]

버지니아 주 고등교육 위원회(SCHEV, State Council of Higher Education for Virginia)로부터 운영 인가를 받았습니다.
주소: 101 N. 14th Street, 10층, 제임스 먼로 빌딩, 리치먼드, VA 23219
전화: (804) 225-2600 / 팩스: (804) 225-2604
SCHEV는 버지니아 주정부의 고등교육 조정 기관입니다.

The National Council for State Authorization Reciprocity Agreements (NC-SARA)
미국 주 정부 간 온라인 교육 인가 상호협정 국가위원회(NC-SARA)
(National Council for State Authorization Reciprocity Agreements)
주소: 3005 Center Green Drive, Suite 130, 볼더, 콜로라도 80301
전화: (720) 680-1600
이메일: info@nc-sara.org

[General Information about Accreditation]

US Department of Education
미국 연방정부의 교육부(U.S. Department of Education)는 고등교육 기관 및 그 교육 프로그램의 교육 또는 훈련의 질을 신뢰할 수 있는 권위 기관으로 판단되는 전국적으로 인정된 인가 기관 목록을 공개하고 있습니다.
인증(Accreditation)에 대한 자세한 정보는 아래 연락처를 통해 미국 교육부에 문의하시기 바랍니다.
주소: 400 Maryland Ave. SW., Washington, DC 20202
웹사이트: http://www.ed.gov
전화: 800-872-5327 | answers.ed.gov

Council for Higher Education Accreditation
미국  고등교육 인증위원회(CHEA)는 버지니아 워싱턴 대학교(Washington University of Virginia),
버지니아워싱턴대학교 닐 T. 존스 신학대학원(Neal T. Jones Seminary of Washington University of Virginia)을  지역별, 신앙 기반, 직업 관련, 프로그램 중심 등의 인증을 면밀히 검토하고 그 품질을 인정하는 역할을 수행합니다.
인증 절차에 대한 자세한 정보는 CHEA에 문의하시기 바랍니다.
주소: One Dupont Circle NW, Suite 510, Washington, DC 20036
웹사이트: http://www.chea.org
전화: 202-955-6126 | 이메일: chea@chea.org